# 艾氏底鰕鱂
艾氏旗鱂為輻鰭魚綱鯉齒目假鰓鱂科的其中一種，被IUCN列為瀕危保育類動物。

## 分布
本魚分布於非洲喀麥隆沙那加河流域下游。

## 特徵
本魚體型修長，背部體色為綠松石色，向下到腹部逐漸由淺綠色變成金黃色。紅褐色短橫條紋覆蓋整個魚體，魚體下半身呈深黃色一直延伸至尾鰭通常體色，體長可達7公分。

## 生態
本魚棲息在雨林中小溪或沼澤，喜群游，於河流底部產卵，卵約1個月孵育，屬肉食性。

## 經濟利用
為體色鮮艷的觀賞魚。